# Tiselholt
Tiselholt er en dansk herregård nær kysten, 10 km nordøst for Svendborg på Sydøstfyn. Den første gård lå på det gamle voldsted, Tislot. Tiselholt ligger i Vejstrup Sogn, Gudme Herred, Gudme Kommune på Syd-Øst-Fyn. Hovedbygningen er opført i 1874-1876 ved Ludvig Fenger.
1½ km nordøst for Tiselholt findes Elsehoved.
Tiselholt Gods er på 253,3 hektar

## Ejere af Tiselholt
- (1500-1525) Kjeld Hansen
- (1525-1535) Dorthe Mikkelsdatter Akeleye gift (1) Hansen (2) Brockenhuus
- (1535-1546) Jacob Brockenhuus
- (1546-1551) Karen Kjeldsdatter Hansen gift Baad
- (1551-1585) Jens Baad
- (1585-1608) Kjeld Jensen Baad
- (1608) Regitze Grubbe gift (1) Baad (2) von Pentz
- (1608-1615) Ulrik von Pentz
- (1615-1630) Birgitte Kjeldsdatter Baad gift Galt / Inger Kjeldsdatter Baad gift Urne
- (1630) Margrethe Hansdatter Urne gift Mund
- (1630-1649) Jørgen Mund
- (1649-1675) Axel Valkendorf
- (1675-1690) Jørgen Henning Valkendorf
- (1690-1718) Henning Hansen Scheel
- (1718-1720) Anne Kirstine Trochman, enke efter Henning Scheel
- (1720-1740) Daniel L. Kellinghuusen, gift med Anne Kirstine
- (1740-1755) Niels Pedersen Brinck
- (1755-1766) Claus Plum
- (1766-1803) Edele Margrethe von Pultz (født Gyldenkrone)
- (1803-1813) Ulrik Christian von Schmidten / Hans Cramer Winding von Schmidten
- (1813-1839) Johan Frederik Zinn
- (1839-1861) Carl Ulrich Jørgensen
- (1861-1895) Hans Wogensen Jørgensen
- (1895-1912) Familien Jørgensen
- (1912-1925) Flemming Garde-Jørgensen
- (1925-1928) Jens Christian Breum
- (1928-1955) Poul Herbert Teisen
- (1955-1976) Adolf Eiler Sørensen
- (1976-1980) Mogens Huusfeldt Sørensen / Elin Heegaard / Anette Mohr
- (1980-1981) Mads Nielsen
- (1981-1982) Peder E. Pedersen
- (1982-) Kirsten Gro Pedersen

## Andet
Den store danske finansmand C.F. Tietgen, (født i Odense 1829) fandt sin hustru Laura Charlotte Tietgen på Tiselholt, idet svigerfaderen var proprietær Carl Ulrich Jørgensen  til Tiselholt.